# Ньюпорт (переписна місцевість, Нью-Гемпшир)
Ньюпорт (англ. Newport) — переписна місцевість (CDP) в США, в окрузі Салліван штату Нью-Гемпшир. Населення — 4735 осіб (2020).

## Географія
Ньюпорт розташований за координатами 43°22′1″ пн. ш. 72°10′36″ зх. д. / 43.36694° пн. ш. 72.17667° зх. д. (43.367017, -72.176577).  За даними Бюро перепису населення США в 2010 році переписна місцевість мала площу 34,35 км², уся площа — суходіл.

## Демографія
Згідно з переписом 2010 року, у переписній місцевості мешкало 4769 осіб у 1954 домогосподарствах у складі 1221 родини. Густота населення становила 139 осіб/км².  Було 2184 помешкання (64/км²).
Расовий склад населення:
| - 96,9 % — білих - 0,5 % — азіатів - 0,3 % — корінних американців - 0,3 % — чорних або афроамериканців |

До двох чи більше рас належало 1,8 %. Частка іспаномовних становила 1,1 % від усіх жителів.
За віковим діапазоном населення розподілялося таким чином: 22,6 % — особи молодші 18 років, 60,0 % — особи у віці 18—64 років, 17,4 % — особи у віці 65 років та старші. Медіана віку мешканця становила 41,5 року. На 100 осіб жіночої статі у переписній місцевості припадало 91,0 чоловіків;  на 100 жінок у віці від 18 років та старших — 86,9 чоловіків також старших 18 років.
Середній дохід на одне домашнє господарство  становив 54 675 доларів США (медіана — 49 486), а середній дохід на одну сім'ю — 64 991 долар (медіана — 62 163). За межею бідності перебувало 8,4 % осіб, у тому числі 1,3 % дітей у віці до 18 років та 14,1 % осіб у віці 65 років та старших.
Цивільне працевлаштоване населення становило 2418 осіб. Основні галузі зайнятості: освіта, охорона здоров'я та соціальна допомога — 24,6 %, виробництво — 20,8 %, роздрібна торгівля — 13,0 %, фінанси, страхування та нерухомість — 9,3 %.